# Buronzo
Buronzo (piemontesisch Burons) ist eine Gemeinde in der italienischen Provinz Vercelli (VC), Region Piemont.

## Lage und Einwohner
Buronzo liegt etwa 35 km westlich von Novara und hat 866 Einwohner (Stand 31. Dezember 2023). Die Nachbargemeinden sind Balocco, Carisio, Castelletto Cervo, Gifflenga, Masserano, Mottalciata, Rovasenda, San Giacomo Vercellese und Villanova Biellese.
Das Gemeindegebiet umfasst eine Fläche von 25 km².

## Einzelnachweise

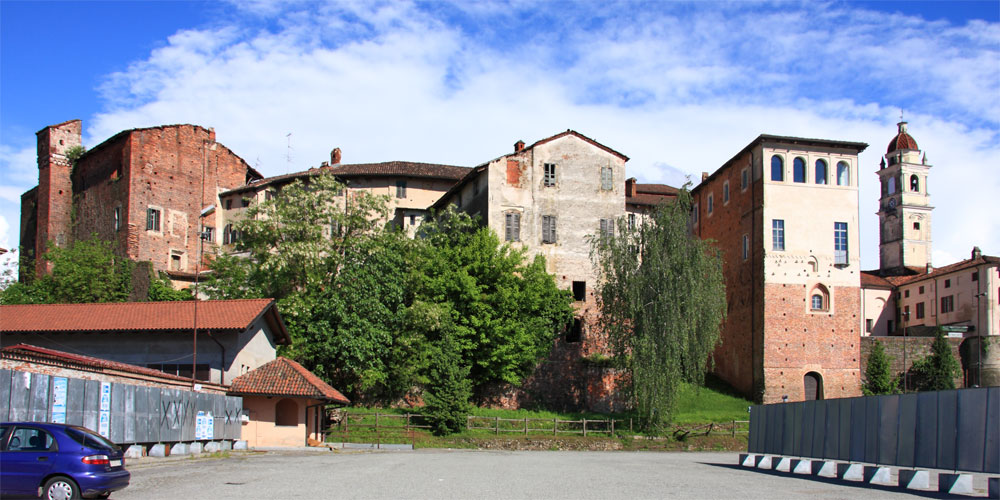
Das Kastell